# Józsué könyve
A Józsué könyve  az Ószövetség egyik protokanonikus történeti könyve. Józsué neve a héber kánonban Joshua, Jehosua (יְהוֹשֻׁעַ). A könyv nem az írójáról, hanem a főszereplőjéről kapta a nevét.

## Keletkezése
Az ókori és középkori keresztények még Józsuénak tulajdonították a könyvet, azonban már az újkor elején arra jutottak, hogy jóval később írták.
A könyv legkorábbi részei feltehetőleg a 2–11. fejezetek, amely a zsidó honfoglalás története; ezeket valószínűleg Jósiás király uralkodásának késői szakaszában írták (ur.: Kr.e. 640–609); de a könyv csak a Kr.e. 6. században készült el, azt követően, hogy Jeruzsálem Kr.e. 586-ban elesett és valószínűleg csak a babiloni száműzetésből való visszatérés után.

## Tartalma
I. A vezetői szerep átadása Józsuénak (1. rész)
- A. Isten megbízása Józsuénak (1:1–9)
- B. Józsué utasításai a népnek (1:10–18)

II. Behatolás Kánaánba és a meghódítása (2–12. rész)
A. Behatolás Kánaánba (2-5. rész)
- 1. Jerikó felderítése (2:1–24)
- 2. Átkelés a Jordánon (3:1–17)
- 3. Gilgáli események (4:1–5:1)
- 4. Körülmetélés és pászka (5:2–15)

B. Győzelem Kánaán felett (6–12. rész)
- 1. Jerikó elpusztítása (6. rész)
- 2. Kudarc és siker Ai-nál (7:1–8:29)
- 3. A szövetség megújítása az Ebál hegyénél (8:30–35)
- 4. Egyéb hadjáratok Kánaánban. A gibeoni csalás (9:1–27)
- 5. Hadjáratok Kánaán déli részén (10:1–43)
- 6. Hadjáratok Kánaán északi részén (11:1–15)
- 7. A meghódított területek összefoglalása (11:16-23)
- 8. A legyőzött királyok összefoglaló listája (12:1–24)

III. A föld felosztása a törzsek között (13–22. rész)
- A. Isten utasításai Józsuénak (13:1–7)
- B. Törzsi kiosztások (13:8–19:51)
  - 1. Keleti törzsek (13:8–33)
  - 2. Nyugati törzsek (14:1–19:51)
- C. Menedékvárosok és lévita városok (20:1–21:42)
- D. A honfoglalás összefoglalása (21:43–45)
- E. A keleti törzsek (Rúben, Gád, Manassze) (22:1–34)

IV. Végszó (23–24. rész)
- A. Józsué búcsúbeszéde (23:1–16)
- B. Szövetség Szikemben (24:1–28)
- C. Józsué és Eleázár halála; József csontjainak temetése (24:29–33)

## Mondanivalója

### Józsué
Józsué még Egyiptomban született, és neki - nem úgy, mint Mózesnak - megadatott, hogy belépjen az Ígéret földjére 40 év után. Mózes halála után ő lett a zsidó nép vezetője. Az ő történelmi feladata volt  Kánaánba, az Ígéret földjére vinni népét. Nem véletlen, hogy ő lett a vezető, mivel ő volt annak a tizenkét kémnek az egyike, akit Mózes előre küldött, hogy kikémlelje a kánaánitákat, s később az ő javaslatára folytatták az utat Kánaán felé.

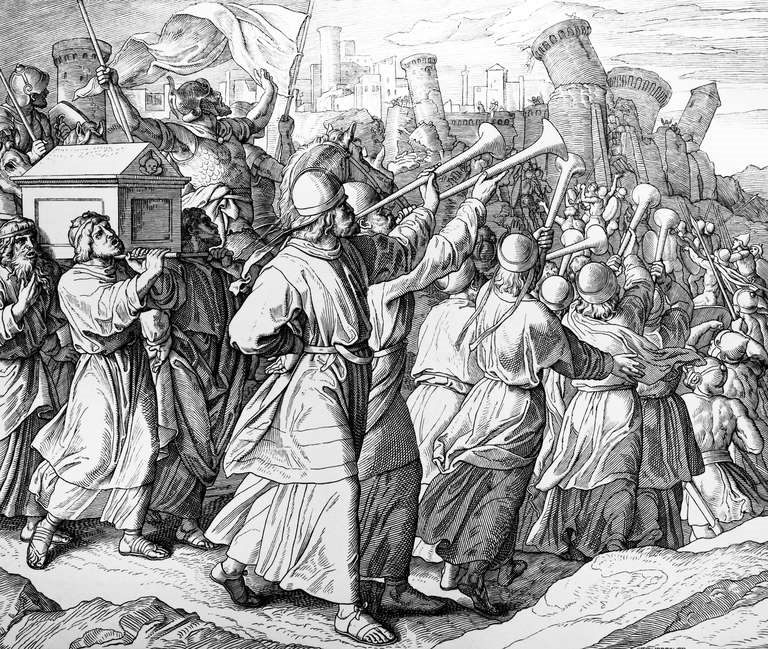
Jerikó falai a kürtszóra leomlottak

### Jerikó bevétele
Ott állt Izrael népe a Jordán (folyó) túl oldalán, és elhatározták Jerikó ellen vonulnak. Két kémet küldtek ki, akiket megmentett a Jerikóban élő Rácháb, elrejtette otthonában őket. A kémek megígérték meghagyják életét, ha a zsidók győznek.
A nép átkelt csoda folytán a Jordánon és felsorakozott Jerikó körül. Az Úr parancsa szerint hétszer körbejárták a várost a frigyládát hordozva, és amikor meghallotta a nép a kürt szavát, hatalmas harci kiáltásban tört ki, és a kőfal leomlott.
Jozsué Jerikó elestekor az őket segítő Rácháb életét meghagyta, de senki másnak sem kegyelmezett. Ezután az izraeliták Ait és Bételt délen, majd az északi országrészt foglalták el.

## Idővonala
Józsué könyvének 12-13. fejezetében Gibeon lakóit Józsué védi meg az ellenséges király seregei ellen. Az összecsapásra akkor került sor, amikor Józsué ezt mondta: "Állj meg nap, Gibeonban, és hold az Ajalon völgyében! És megálla a nap, és vesztegle a hold is, a míg bosszút álla a nép az ő ellenségein."
Egyes elképzelések szerint a leírás egy teljes napfogyatkozásról szól, noha a Nap és a Hold együttállásával kifejezetten ellentétes a leírás, hiszen a szöveg szerint a két égitest két különböző helyen "állt meg az égen". A feltételezés szerint arról a teljes napfogyatkozásról van szó, amely 1207. október 30-án délután 4 óra 28 perckor következett be és 5 perc 15 másodpercig tartott.